# 허셰
허셰(河蟹, héxié)는 인터넷 검열 또는 중국 본토의 다른 종류의 검열과 관련하여 중국 네티즌들이 만든 인터넷 속어이다. 원래 딱정벌레를 의미하는 "허셰"(河蟹)라는 단어는 표준 중국어에서 중국 지도자 후진타오의 대표 이념인 "조화로운 사회"(和谐社会)라는 단어의 "조화"(중국어: 和谐)와 유사하게 들린다.

## 같이 보기
- 중화인민공화국의 인터넷 검열
- 금순공정